# Landau (Pfalz) Hauptbahnhof
Landau (Pfalz) Hauptbahnhof – bis 1874 Landau, in der Folgezeit vereinzelt Landau Ostbahnhof – ist der zentrale Bahnhof der rheinland-pfälzischen Mittelstadt Landau in der Pfalz. Er verfügt über fünf Bahnsteiggleise. Der Bahnhof liegt im Verbundgebiet des Verkehrsverbundes Rhein-Neckar (VRN). Die Anschrift des Bahnhofs lautet Maximilianstraße 11.
Er wurde am 18. Juli 1855 als Endbahnhof der in Neustadt beginnenden Pfälzischen Maximiliansbahn eröffnet. Mit deren Durchbindung nach Wissembourg am 26. November selben Jahres wurde er Durchgangsbahnhof. Mit Eröffnung der Bahnstrecke Germersheim–Landau 1872 und der „Südpfalzbahn“ genannten Strecke nach Zweibrücken in den Jahren 1874 und 1875 – die später in der Bahnstrecke Landau–Rohrbach aufging – wurde er zum Kreuzungsbahnhof. 1898 kam noch die Stichbahn nach Herxheim hinzu und 1913 die Pfälzer Oberlandbahn. Heute sind lediglich noch die Maximiliansbahn und die Strecke nach Rohrbach in Betrieb; die Bahnstrecken nach Germersheim und Herxheim sind stillgelegt, die Oberlandbahn komplett abgebaut, sodass es sich seither um einen Trennungsbahnhof handelt.

## Lage

### Örtliche Lage
Der Bahnhof befindet sich zwischen dem östlichen Rand der Landauer Kernstadt und dem Stadtteil Queichheim. Der südliche Bahnhofsbereich wird von der Landesstraße 509 nach Queichheim überbrückt und der nördliche von der Horststraße – zugleich Kreisstraße 5 –, die ins Neubaugebiet Horst führt. Zwischen den beiden Brücken überqueren die Bahngleise außerdem die Queich. Annähernd parallel zu den Gleisen befindet sich westlich der Gleise die Maximilianstraße, zwischen ihr und dem Empfangsgebäude der Bahnhofsvorplatz. Südlich von letzterem ist der Busbahnhof angesiedelt. Die Ostbahnstraße stellt die Verbindung des Bahnhofs mit der Innenstadt her. Östlich der Bahnstation auf dem Terrain des früheren Rangierbahnhofs wurde in den 1990er Jahren eine Grünfläche und eine Fußgängerunterführung nach Queichheim angelegt.

### Bahnstrecken
Die Pfälzische Maximiliansbahn kommt aus nördlicher Richtung und biegt bereits auf Höhe der Ortsgemeinde Knöringen in einer weiten Kurve nach Südwesten ab, um Landau zu erreichen. Im Bahnhofsbereich selbst verläuft sie vertikal, um danach in die südöstliche Richtung weiter zu verlaufen. Die Bahnstrecke Landau–Rohrbach verläuft nach Westen in einem großen Bogen annähernd halbkreisförmig um die Stadt herum und verläuft dabei teilweise in einem Einschnitt durch früheres Kasernengelände.
Die fast geradlinig trassierte und stillgelegte Bahnstrecke Germersheim–Landau kommt aus dem Nordosten und unterquert niveaufrei die Maximiliansbahn, um den Landauer Hauptbahnhof zu erreichen. Die ebenfalls stillgelegte Stichstrecke nach Herxheim verlief nach Süden zunächst parallel zur Maximiliansbahn, wenngleich ihre Gleise etwas tiefer lagen. Nachdem beide Bahnstrecken den südlichen Rand des Gewerbeparks Am Messegelände passiert haben, biegt die Herxheimer Strecke nach Osten ab, um die Bundesautobahn 65 zu unterqueren. Die schmalspurige und inzwischen abgebaute Pfälzer Oberlandbahn war eine Überlandstraßenbahn, die mehrere Orte zwischen Neustadt und Landau jenseits der Maximiliansbahn anband und durch die Landauer Innenstadt führte. Sie endete am Bahnhofsvorplatz.

## Geschichte

### Entstehung des Bahnhofs
Erste Überlegungen zum Bau einer Bahnstrecke über Landau gehen bis ins Jahr 1829 zurück, da innerhalb des damaligen Rheinkreises zuerst eine Bahnstrecke in Nord-Süd-Richtung entstehen sollte. Diese sollte als linksrheinisches Gegenstück zu einer Linie von Mannheim bis Basel fungieren. Für eine solche wurden zum Teil sehr unterschiedliche Varianten hinsichtlich des Verlaufs – einschließlich solche über Landau – gemacht. Nach der im Zeitraum von 1847 bis 1849 entstandenen Ludwigsbahn von der Rheinschanze (ab 1853: Ludwigshafen) nach Bexbach, die hauptsächlich dem Kohletransport diente. Anschließend liefen heftige Diskussionen, ob eine Strecke am Rand des Pfälzerwalds von Neustadt über Landau nach Wissembourg oder eine Strecke am Rhein dringender und wünschenswerter sei. Vor allem das Militär bevorzugte erstere. Die Entscheidung fiel im Jahr 1852 schließlich zu Gunsten der Gebirgslinie, nachdem im Vorjahr Gutachten und Untersuchungen eingeleitet worden waren. Am 3. November selben Jahres gab der damalige bayerische König Maximilian II grünes Licht für den Bau, indem er die Gründung einer Aktiengesellschaft genehmigte, die das Projekt in Angriff nahm.
Probleme bereitete im Zuge der Planungen unter anderem die Standortfrage für den Landauer Bahnhof, die sich aufgrund der damaligen Stadtfestung als schwierig erwiesen hatte. Dies führte beispielsweise dazu, dass der Bundestag in seinen Ausschüssen sich mit dieser Thematik befasste.
Das Militär verlangte außerdem einen Keller für die Lokomotiven, der Bombenangriffen standhalten würde. Eine weitere Option bestand darin, den Bahnhofsbereich mit einer Brustwehr, Geschützständen, Graben und Palisaden zu versehen. Die Pfälzische Maximiliansbahn-Gesellschaft und das bayerische Außenministerium lehnten das jedoch ab, da dies Kosten von annähernd 800.000 Gulden beansprucht hätte. Obwohl das Kriegsministerium und der Bundesausschuss für militärische Angelegenheiten dennoch auf ihrer Forderung bestanden, setzte diese sich nicht durch.

### Erste Betriebsjahre (1855–1872)
Der Bahnhof wurde am 18. Juli 1855 mit dem nördlichen Abschnitt der Pfälzischen Maximiliansbahn eröffnet. Am 26. November selben Jahres erfolgte die Durchbindung bis nach Wissembourg. Der Bahnhof befand sich östlich und vergleichsweise weit entfernt vom damaligen Siedlungsgebiet der Stadt Landau. Hinzu kam, dass die Stadt, die damals eine Festung bildete, lediglich in Richtung Norden in Form des Deutschen Tors beziehungsweise in Richtung Süden in Form des Französischen Tors verlassen werden konnte. Dies erschwerte die Erreichbarkeit der Bahnstation. Zudem waren die beiden Stadttore lediglich tagsüber geöffnet. So wurden sie im Dezember um 18 Uhr geschlossen und öffneten erst um 7 Uhr des Folgetages. Dies hatte zur Folge, dass Fahrgäste, die abends aus den Zügen ausstiegen, außerhalb übernachten mussten. 1871 wurde die schon damals als überholt geltende Stadtfestung aufgegeben. Ihre erste Lücke entstand in Richtung Osten an dem Punkt, der sich dem Bahnhof am nächsten befand. Im September 1872 war dieser provisorische Weg, aus dem später die heutige Ostbahnstraße hervorging, fertiggestellt.

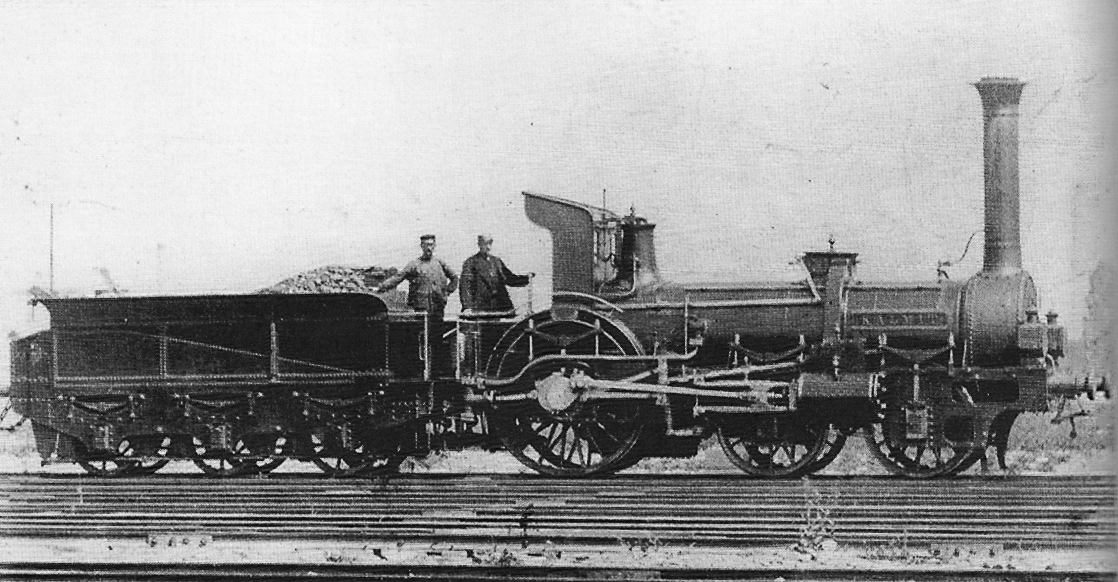
Dampflok „Kalmit“ im Landauer Bahnhof Ende der 1870er Jahre

Im Zuge des Baus der Bahnstrecke Germersheim–Landau musste der Bahnhof umfangreich erweitert werden. Die neue Bahnstrecke wurde am 16. Mai 1872 eröffnet. Dadurch wurde Landau nach Schifferstadt (1847), Ludwigshafen (1853), Neustadt an der Haardt (1855), Homburg (1857), Winden (1864), Schwarzenacker (1866), Landstuhl (1868) und Hochspeyer (1870) der neunte Eisenbahnknotenpunkt innerhalb der Pfalz.

### Entwicklung zum Eisenbahnknotenpunkt (1874–1914)
Im Zuge der Errichtung der Strecke nach Zweibrücken mussten die Bahnanlagen nochmals erweitert werden. Auch die Trasse in Richtung Winden wurde in diesem Zusammenhang verlegt, um längere Nebengleise zu ermöglichen. Der Abschnitt Landau–Annweiler wurde am 12. September 1874 eröffnet. Der erste Zug verließ den Bahnhof um 6:15 Uhr und besaß aufgrund sehr ungünstigen Wetterlage nur wenige Fahrgäste. Da entlang dieser Strecke am südwestlichen Stadtrand unweit der Straße An 44 auf Initiative des Stadtrates mit dem Westbahnhof ein zusätzlicher Halt entstanden war, wurde der bisherige Bahnhof fortan offiziell „Hauptbahnhof“ genannt. Vereinzelt wurde er in der Folgezeit inoffiziell als „Ostbahnhof bezeichnet“. Der Lückenschluss bis Zweibrücken folgte am 25. November 1875. Im selben Jahr wurde der Bahnhof außerdem zu einer Staats-Telegrafen-Station.

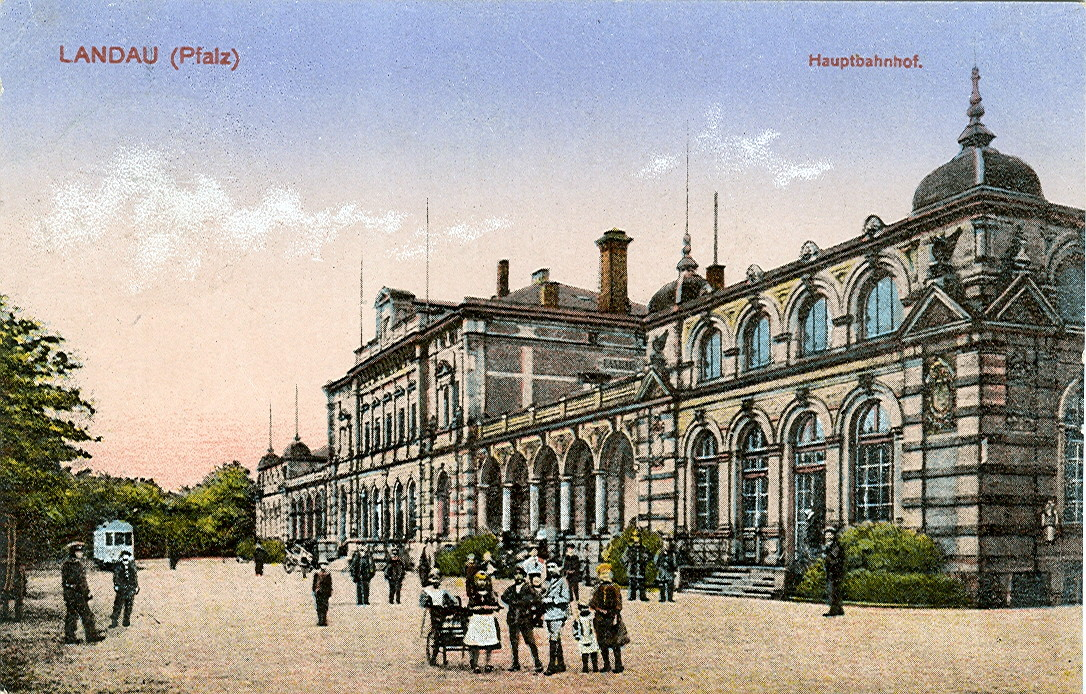
Zweites Empfangsgebäude im Jahr 1914

1897 wurden im nördlichen Bereich die Gleisanlagen so umstrukturiert, dass fortan niveaufreie Kreuzungen zwischen der Maximiliansbahn und der Strecke nach Germersheim möglich waren. In diesem Zusammenhang mussten die Gleise in Richtung Neustadt verlegt werden, die vorherige Trasse blieb als Ausziehgleis übrig. Am 1. Dezember 1898 wurde der Bahnhof Ausgangspunkt der Stichstrecke nach Herxheim. 1905 erfolgte die Einführung von Sperren für die Bahnsteige; die Benutzung letzterer kostete fortan zehn Pfennig, was vor Ort Unmut auslöste. 1913 wurde die am Bahnhofsvorplatz endende Pfälzer Oberlandbahn eröffnet, eine Überlandstraßenbahn, die von Neustadt nach Landau führte.

### Weltkriege und Zwischenkriegszeit (1914–1945)

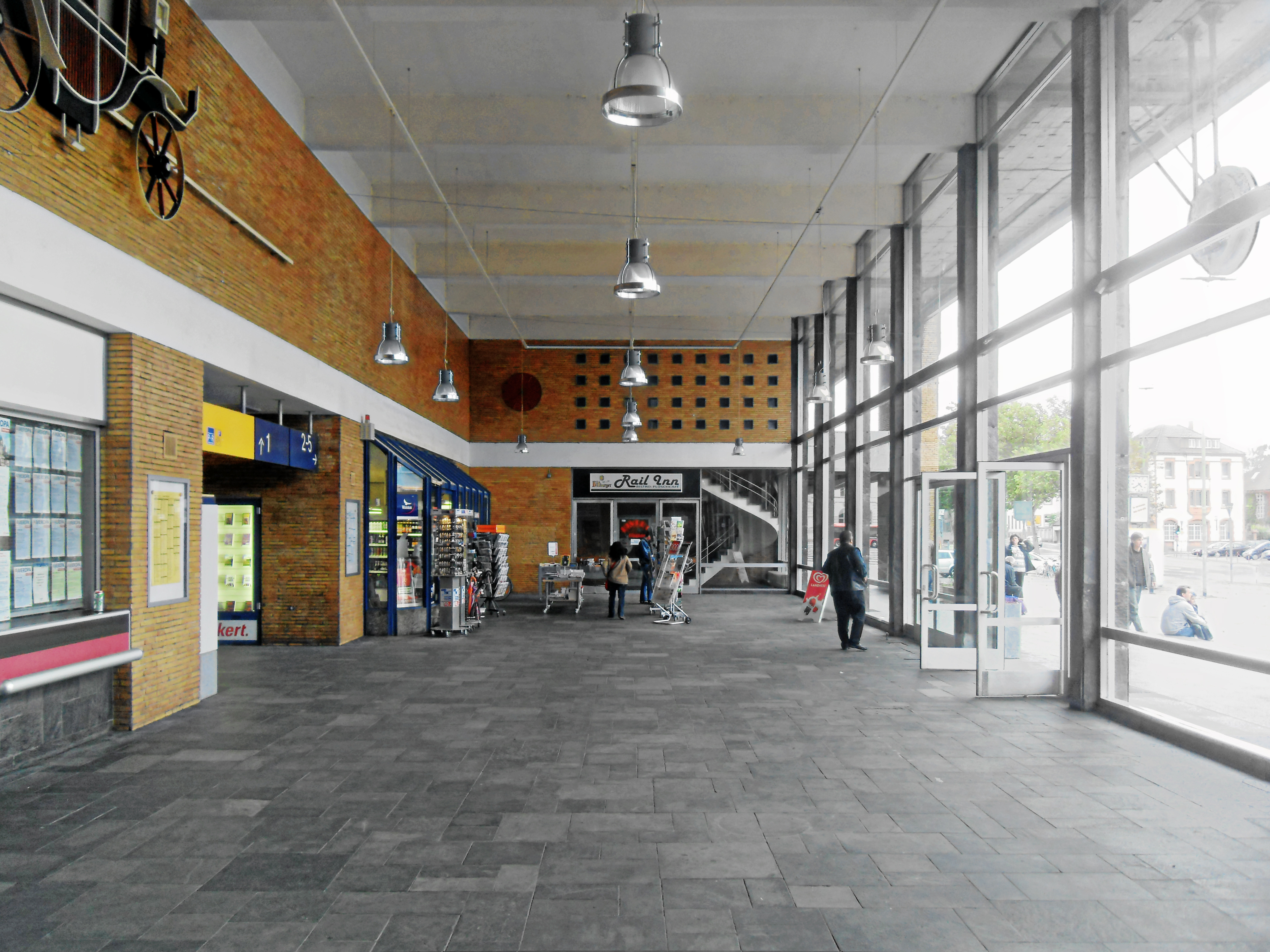
Die Haupthalle des Landauer Hauptbahnhofs

Mit Ausbruch des Ersten Weltkriegs wurde Landau zum Aufmarschbahnhof. Der zivile Verkehr kam zunächst zum Erliegen. Der Hausbahnsteig diente dabei denjenigen Soldaten und Zügen, die über Zweibrücken nach Metz gebracht wurden, auf dem nächsten Bahnsteig fuhren und hielten diejenigen Züge, die ins Elsass verkehrten. Erst im weiteren Kriegsverlauf nahm die Zahl der Truppentransporte ab und es wurde im begrenzten Maße wieder Personenverkehr eingeführt. Dennoch diente Landau noch als Zielbahnhof für Lazarettzüge. Unter den Verwundeten, die in Landau versorgt wunden, befanden sich ebenso französische Soldaten.
1921 wurde südöstlich des Bahnhofs eine Außenstelle des Bahnbetriebswerk Neustadt errichtet, das fünf Jahre später schließlich als eigenständiges Betriebswerk firmierte. 1922 erfolgte die Eingliederung des Bahnhofs in die neu gegründete Reichsbahndirektion Ludwigshafen. Nach der Auflösung der Reichsbahndirektion Ludwigshafen wechselte er zum 1. April 1937 in den Zuständigkeitsbereichs der Reichsbahndirektion Mainz. Das zweite Bahnhofsgebäude wurde im Zweiten Weltkrieg fast vollständig zerstört.

### Deutsche Bundesbahn (1945–1993)
Bereits 1953 wurde die Oberlandbahn zwischen Landau und Edenkoben stillgelegt. Die Reste des im Krieg zerstörten Bahnhofsgebäudes nahmen einige Jahre noch provisorisch seine Funktion auf, bis es am 11. Juli 1962 durch den heutigen Bau ersetzt wurde. Ebenfalls noch Jahre nach dem Krieg existierte von der Bahnsteigüberdachung lediglich das Gerüst. Im Zuge der schrittweisen Auflösung der Mainzer Direktion gelangte er am 1. Juni 1971 in den Zuständigkeitsbereich ihres Karlsruher Pendants.
Ab den 1980er Jahren verlor der Bahnhof massiv an Bedeutung: Am 25. September 1983 wurde der Personenverkehr auf der Stichstrecke nach Herxheim eingestellt, die Bahnstrecke Germersheim–Landau folgte am 1. Juni 1984. Ein Jahrzehnt später verloren sie den Güterverkehr ebenfalls und wurden wenig später stillgelegt. Das benachbarte Bahnbetriebswerk war ab 1984 offiziell eine Außenstelle seines Pendants von Karlsruhe und wurde neun Jahre später ganz geschlossen. Für den kleineren Rangierbahnhof kam ebenfalls das Aus.

### Deutsche Bahn (seit 1994)
1998 und 1999 verkehrten von Landau aus letztmals Militärschnellzüge für vor Ort stationierte französische Soldaten. Diese fuhren über die Bahnstrecke Mannheim–Saarbrücken, Forbach und Metz nach Paris Gare de l’Est.
Im Zeitraum vom 16. bis 18. April 2010 wurde der Bahnhof, der bislang mit Formsignalen ausgestattet war, auf den Betrieb mit Lichtsignalen umgestellt. Damit wurden die beiden Stellwerke außer Betrieb genommen; zuständig ist seitdem das ESTW in Neustadt.
Im Jahr 2010 wurde der Bahnhof renoviert, die Bahnsteige modernisiert und Aufzüge eingebaut, ab 2012 folgte der aus den 1960er Jahren stammende Bahnhofsvorplatz. Der Busbahnhof wurde 2013 umgebaut.
Am 15. und 16. Oktober 2012 hielt der Zug der Erinnerung auf Gleis 1 im Bahnhof, um an die Deportationen der Juden im Dritten Reich zu erinnern.
Für den Einsatz von Akkumulatortriebwagen im Pfalznetz ab Dezember 2026 wird eine Oberleitungsinselanlage über alle fünf Bahnsteiggleise mit einer Gesamtlänge von rund 3700 Metern errichtet.

## Bauwerke

### Erstes Empfangsgebäude

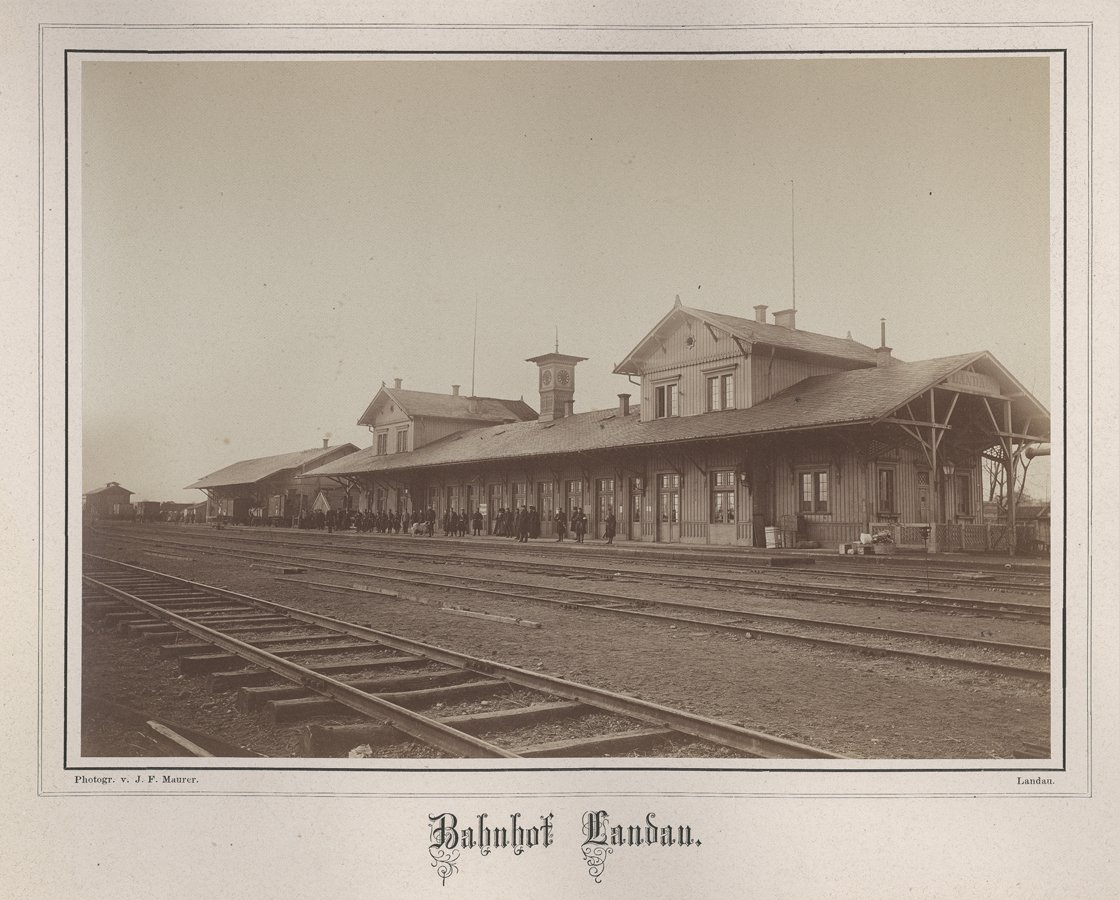
Erstes Empfangsgebäude im Jahr 1870

Zum Zeitpunkt der Errichtung der Maximiliansbahn und den Jahren 1854 und 1855 spielten militärische Aspekte eine wichtige Rolle, da die Grenze zwischen dem damaligen Deutschen Bundes und Frankreich lediglich 40 Kilometer entfernt lag.
Das erste Empfangsgebäude war deshalb teilweise zweistöckig und samt seinen Nebengebäuden in Holzbauweise (Fachwerk, mit Backsteinen ausgemauert) ausgeführt. Das Dach war mit Schiefer eingedeckt. Die Vorgabe war, dass keine Gebäude in Massivbauweise das Schussfeld der Festungsartillerie beeinträchtigen durften. So war es erforderlich, Wagenschuppen sowie -remise eher bescheiden herzurichten. Der Wasservorrat und das Wächterhaus mussten ebenfalls in Fachwerk ausgeführt werden.
Das Stationsgebäude hatte eine Grundfläche von 495 m². Im Erdgeschoss befanden sich die Dienstlokalitäten, Warteräume, Restauration und Wohnräume, im Obergeschoss zwei Beamten-Wohnungen. Die Erstellungskosten betrugen 26.255,32 Gulden.

### Zweites Empfangsgebäude
Das zweite Empfangsgebäude wurde am 24. Dezember 1877 in Betrieb genommen. Dabei handelte es sich um einen Massivbau, der 41.267 Mark in Anspruch nahm. In den Jahren 1889 und 1890 erhielt er größere Anbauten.
Das Gebäude – in Stilformen der italienischen Spätrenaissance errichtet – gehörte zu den prächtigsten Bauwerken der pfälzischen Eisenbahnen. In Richtung Vorplatz betonten Rundbögen in der Erdgeschosszone die repräsentative Länge der Gebäudefront.

### Drittes Empfangsgebäude

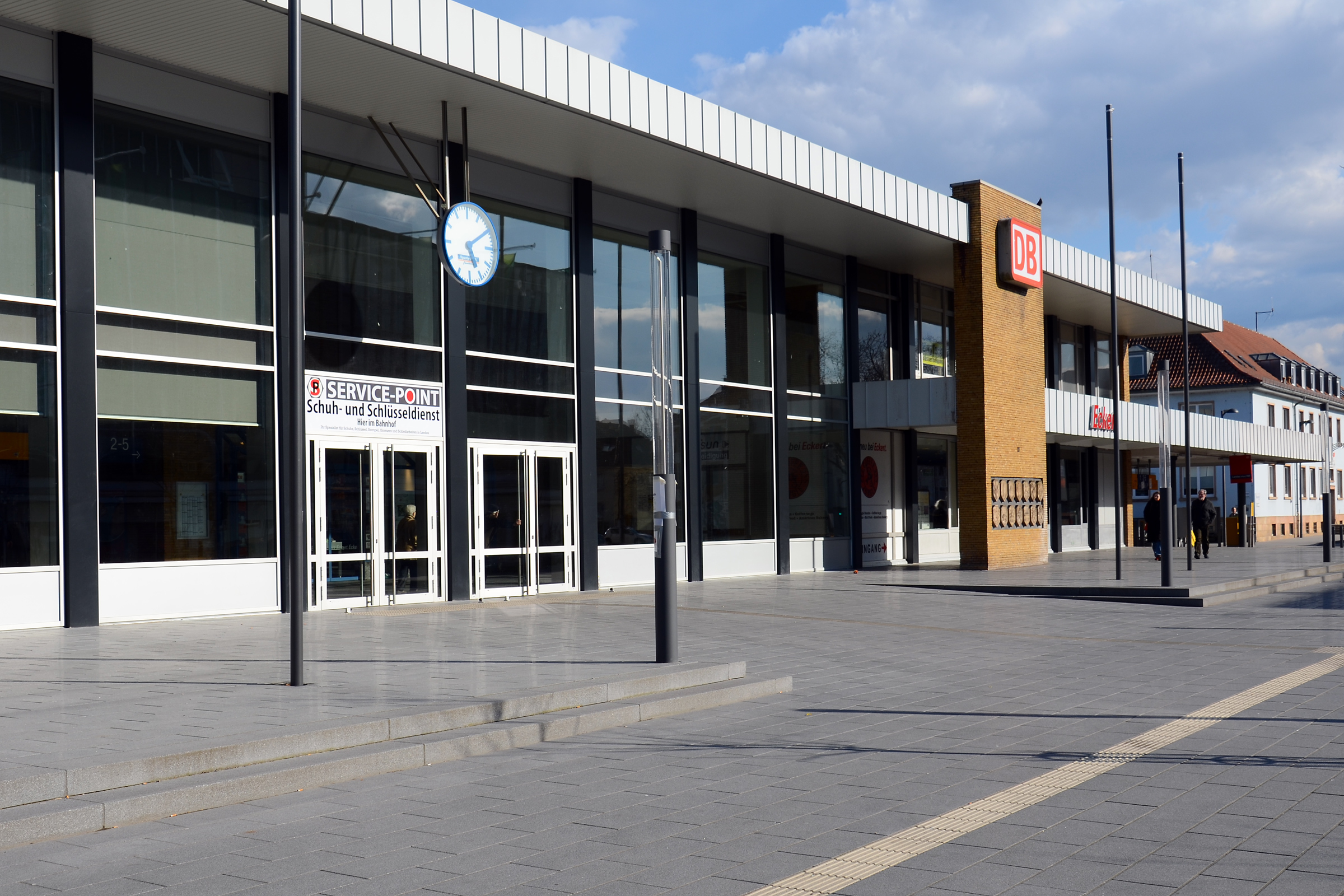
Drittes, derzeitiges Bahnhofsgebäude im Jahr 2015

Aufgrund der Tatsache, dass das zweite Bahnhofsgebäude im Zweiten Weltkrieg zu weiten Teilen einem Bombenangriff zum Opfer fiel, wurde am 11. Juli 1962 das heutige Empfangsgebäude feierlich eröffnet. Es entsprach demjenigen Baustil der frühen 1960er Jahre. Es war zudem der letzte Neubau der DB innerhalb der Pfalz, der aufgrund von Kriegsschäden herrührte. Seine Errichtung war zur damaligen Zeit umstritten. So gab es Stimmen, die einen Wiederaufbau des zweiten Gebäudes von 1877 favorisiert hatten, da es ihrer Meinung nach nicht so stark beschädigt war, als dass eine Wiedererrichtung völlig ausgeschlossen gewesen wäre. Im Bahnhofsgebäude sind ein Restaurant und ein Kiosk untergebracht. Am 2. September 2010 wurde das neue Reisezentrum eröffnet.

### Bahnsteige und Gleise

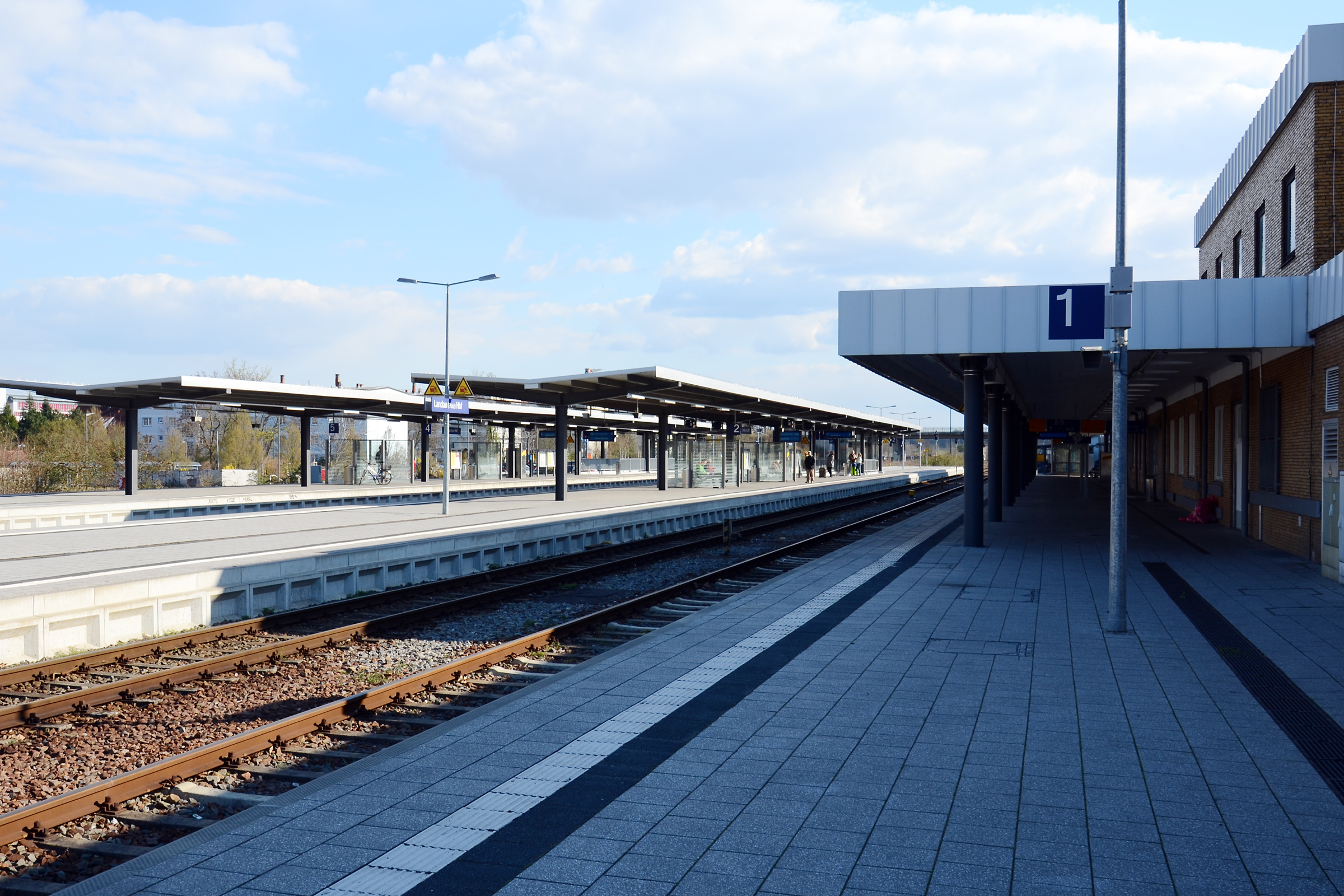
Die Bahnsteige im Jahr 2015

Der Hauptbahnhof hat fünf Bahnsteiggleise. Gleis 1, 2 und 5 dienen den Zügen nach Pirmasens, wobei die Gleise 1 und 5 eher selten benutzt werden. Gleis 3 und 4 werden von den Zügen der Maximiliansbahn verwendet.
| Gleis | Nutzbare Länge | Bahnsteighöhe | Aktuelle Nutzung                                                          |
| ----- | -------------- | ------------- | ------------------------------------------------------------------------- |
| 1     | 160 m          | 55 cm         | Regionalbahn Richtung Pirmasens Nord                                      |
| 2     | 210 m          | 55 cm         | Regionalbahn Richtung Pirmasens Nord                                      |
| 3     | 210 m          | 55 cm         | Regionalbahn beziehungsweise -express Richtung Winden                     |
| 4     | 210 m          | 55 cm         | Regionalbahn beziehungsweise -express Richtung Neustadt an der Weinstraße |
| 5     | 210 m          | 55 cm         | Regionalbahn Richtung Pirmasens Nord                                      |

## Verkehr

### Personenverkehr

#### Fernverkehr
Um 1900 war der Bahnhof ein wichtiger Knotenpunkt im Fernverkehr. So liefen Züge der Relation Amsterdam–Köln–Bingerbrück–Bad Kreuznach–Neustadt an der Weinstraße–Straßburg–Basel und solche aus Richtung Berlin–Frankfurt über Landau in Nord-Süd-Richtung. In Ost-West-Richtung kamen solche der Relation München–Ulm–Stuttgart–Bruchsal–Germersheim–Landau–Biebermühle–Zweibrücken–Saarbrücken hinzu. Nachdem 1938 zwischen Wörth und Karlsruhe eine feste Rheinbrücke in Betrieb genommen worden war, verkehrten die Schnellzüge fortan über die Bahnstrecke Winden–Karlsruhe.

#### Nahverkehr
1869 wurde der Bahnhof von 160 636 Fahrgästen benutzt; damit lag er vor demjenigen von Kaiserslautern, der seinerzeit lediglich 143 795 aufwies. Im Fahrplan von 1897 waren durchgehende Fahrten von Zweibrücken und Landau bis Germersheim verzeichnet.
| Zuggattung               | Streckenverlauf                                          | Taktfrequenz |
| ------------------------ | -------------------------------------------------------- | ------------ |
| RE6                      | Neustadt – Landau – Winden – Kandel – Wörth – Karlsruhe  | stündlich    |
| RB51                     | Neustadt – Landau – Insheim – Winden – Wörth – Karlsruhe | stündlich    |
| RB53                     | Neustadt – Landau – Winden – Wissembourg                 | stündlich    |
| RB55                     | Landau – Annweiler – Pirmasens Nord – Pirmasens          | stündlich    |
| Stand: 15. Dezember 2024 |                                                          |              |

Dreimal pro Stunde verkehren Züge der Maximiliansbahn in jede Richtung: Ein Regionalexpress der Relation Neustadt–Karlsruhe, eine Regionalbahn der Relation Neustadt–Wissembourg und eine Regionalbahn der Relation Neustadt–Karlsruhe. Einmal pro Stunde verkehrt ein Zug der Queichtalbahn.
An Sonn- und Feiertagen verkehren vier Zugpaare des Regionalverkehrs mit langem Laufweg: Der Elsass-Express von Mainz nach Wissembourg, der Weinstraßenexpress Koblenz–Wissembourg, der Rheintalexpress Koblenz–Karlsruhe sowie der „Bundenthaler“ Mannheim–Bundenthal–Rumbach/Pirmasens. Die Zugteilung findet bei diesem Zug in Hinterweidenthal Ost statt.

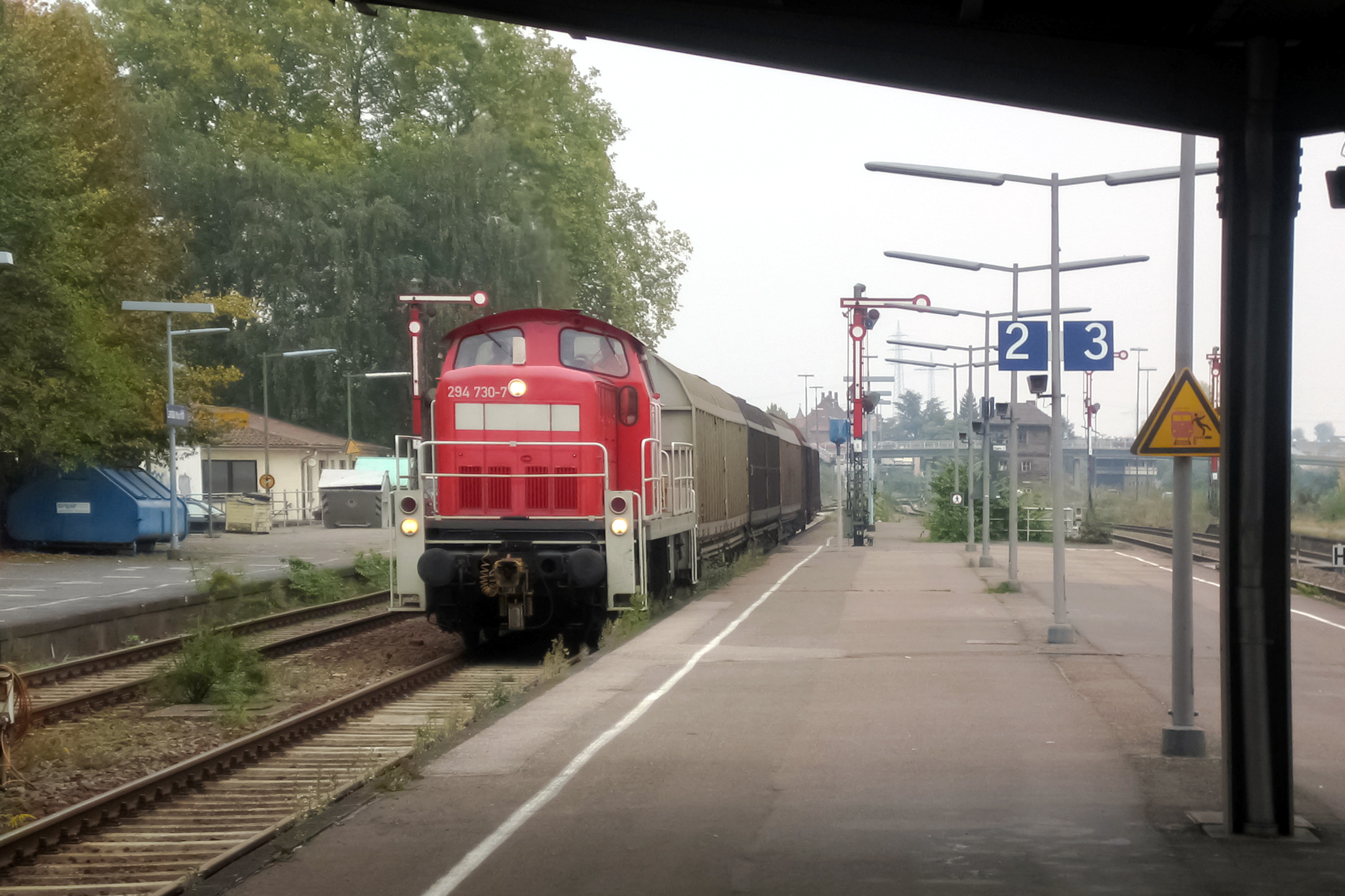
Güterzug im Landauer Hauptbahnhof 2005

### Güterverkehr
Nach Eröffnung der Maximiliansbahn fuhren über Landau hauptsächlich Kohlenzüge ins Elsass und darüber hinaus. Mit Eröffnung der Bahnstrecke Winden–Karlsruhe auf ihrer vollen Länge im Jahr 1864 war es möglich, Güter nach Baden, Württemberg und ins restliche Bayern zu befördern. Ab 1877 war Landau neben der Ludwigsbahn Teil einer weiteren Ost-West-Magistrale für den Kohleverkehr in Richtung Rhein. Entlang der Maximiliansbahn ist Landau neben Edenkoben nur noch einer von zwei Bahnhöfen, die bis heute im Güterverkehr bedient werden. Auf der Bahnstrecke Landau–Rohrbach endete der von Landau aus beginnende Güterverkehr, der zuletzt nur noch bis Wilgartswiesen stattfand, im Jahr 1998. Eine maßgebliche Rolle beim Rückgang des Güterverkehrs spielte, dass die Bundesbahn das Rangieren im Landauer Hauptbahnhof als zu kostenaufwendig empfand.
Am 20. März 1880 wurde ein Industriegleis eröffnet, das bis in die Innenstadt führte. In den 1980er Jahren wurde es stillgelegt und anschließend abgebaut. Zur selben Zeit wurde ein Anschlussgleis in das Industriegebiet Mörlheim errichtet, das kurz vor Dammheim von der Strecke nach Germersheim abzweigte. Es wurde bis 2013 bedient.

### Busverkehr

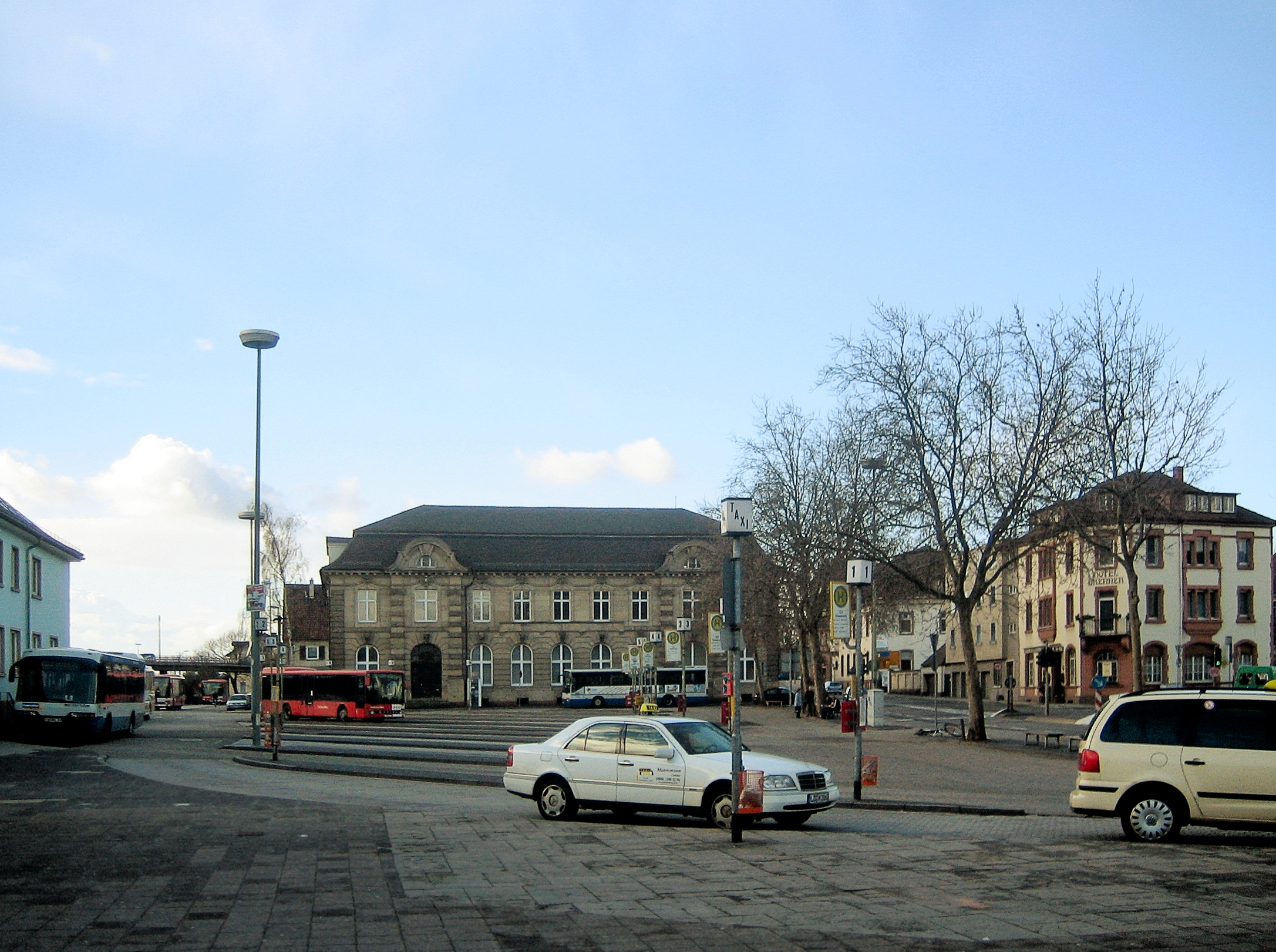
Busbahnhof im Jahr 2006 vor seiner Modernisierung 2012/13

Am Bahnhofsvorplatz existiert ein von September 2012 bis März 2013 modernisierter Busbahnhof, der von insgesamt 16 Buslinien bedient wird. In den Jahren 2012 und 2013 fand dabei eine Neuordnung des Liniennetzes statt. Betreiber dieser Buslinien sind BRH Via Bus, Hetzler Busreisen, PalatinaBus, die Queichtalnahverkehrsgesellschaft und Rheinpfalzbus. Zum Teil übernehmen sie die Funktion stillgelegter Strecken. So entstand das aus der Pfälzer Oberlandbahn das Unternehmen Weinstraßenverkehr Neustadt-Landau (WNL) – seit 2000 PalatinaBus –, das nach der Stilllegung der Strecke als Ersatz eine Buslinie zwischen Landau und Neustadt einrichtete, die 2013 aufgeteilt wurde. Zum Teil binden sie Ortschaften an, die nicht an der Oberlandbahn lagen.
Die Buslinien 555 und 590 nach Herxheim beziehungsweise Germersheim dienen als Ersatz für die beiden stillgelegten Strecken in ebendiese Orte. Weitere Buslinien sind die 520 und 530 nach Ranschbach, die 521 nach Ramberg, die 531 über Klingenmünster und Gossersweiler-Stein nach Annweiler am Trifels, die 539 nach Essingen, die 540 und 541, die beide am Bahnhof Bad Bergzabern enden und die 550 sowie die 552, die über Offenbach an der Queich und Bellheim nach Germersheim beziehungsweise Rheinzabern verlaufen. Mit den Linien 535 zur Wollmesheimer Höhe, der 536 nach Mörlheim und der Rundlinie 537 existieren zudem drei innerstädtische Buslinien.